# Tom Cleverley
Thomas William »Tom« Cleverley, angleški nogometaš, * 12. avgust 1989, Basingstoke, Hampshire, Anglija, Združeno kraljestvo.
Cleverley je trenutno član Watforda. Svojo kariero je začel v mladinskih vrstah Bradford Cityja, klubu iz istoimenskega mesta na severu Anglije. V Manchester je prišel pri rosnih petnajstih letih. Med letoma 2007 in 2009 le igral za rezervno ekipo, občasno pa tudi na prijateljskih tekmah prve ekipe. Tom Cleverley je bil na začetku leta 2009 posojen Leicester Cityju, ki je takrat igral v League One. Za Leicester City je zbral 15 nastopov in zabil tudi dva zadetka ter pripomogel k napredovanju v Championship, angleško drugo ligo. Sezono 2009/2010 je preživel znova na posoji tokrat pri Watfordu, kjer je na 33 ligaških nastopih zadel kar 11 zadetkov in bil razglašen za Watfordovega igralca sezone. Kljub uspešni sezoni pa ga je matični klub tudi v naslednji sezoni poslal na posojo. Njegova destinacija v sezoni 2010/2011 je bila Wigan Athletic, kjer je odigral ključno vlogo na sredini terena in pripomogel k obstanku Wigana v angleški prvi ligi.

## Življenjepis

### Mladinska kariera
Cleverley se je rodil v Basingstoku, vendar je odraščal v Bradfordu. Svojo kariero je kot mladinec začel v lokalnem klubu Bradford City, a že pri petnajstih letih so ga opazili pri Manchester Unitedu in julija 2005 se je mladi Tom pridružil ekipi sira Alexa Fergusona. V sezoni 2005/2006 je zbral 8 nastopov za mladinsko ekipo, 21. februarja pa je bil celo uvrščen na klop rezerve ekipe na tekmi proti Evertonu. Navkljub vsemu je debi za rezervno ekipo dočakal šele leto kasneje, 15. februarja 2007, na tekmi proti Boltonu. Sezona, v kateri je postal tudi reden član mladinske U18 ekipe, pa se je zanj končala že marca, ko je utrpel hudo poškodbo, ki ga je od igrišč odaljila za sedem mesecev.
Povratek v ekipo je prišel oktobra 2007, ko je rezervna ekipa Manchester Uniteda doma izenačila proti Liverpoolu z 1 proti 1. Sezona 2007/08 je bila za Cleverleyja bolj uspešna, saj si je zacementiral mesto v rezervni ekipi, za katero je zbral 21 nastopov. Rezervna ekipa Manchester Uniteda pa je osvojila Manchester Senior Cup in Lancashire Senior Cup, v finalu slednjega je Tom Cleverley tudi zadel proti rivalom iz Liverpoola. Prvi zadetek, še isti tekmi mu je sledil tudi drugi, za rezervno ekipo pa je prišel že prej in sicer 23. januarja 2008 na tekmi proti Bolton Wanderersom. Z odličnimi nastopi pa si je med odsotnotjo Sama Hewsona prislužil tudi kapetanski trak in nominacijo za nagrado Denzil Harouna, ki je podeljena najboljšemu igralcu v rezervnega moštva Manchester Uniteda. Nagrado je tisto sezono osvojil Richard Eckersley.
24. junija 2008, v pripravljalnem obdobju, je takrat 18-letni Tom dobil vpoklic v prvo ekipo Manchester Uniteda, ki je bila takrat na turneji po Južnoafriški republiki. Debi je dočakal na tekmi proti ekipi Kaizer Chiefs v finalu Vodacom Challenga, kjer je v igro vstopil med polčasom namesto Rodriga Possebona. Svojo premierno tekmo pa je začinil tudi s svojim premiernim golom, ki je ekipi pripomogel k zmagi s 4:0. 
V sezoni 2008/09 je ostal v rezervni ekipi, a je bil uvrščen na seznam igralcev prve ekipi. Dobil pa je tudi dres s številko 35. Na dveh tekmah ligaškega pokala proti Middlesbroughu in Queens Park Rangersu pa je prišel med 18 izbrancev za tekmo, a je obe tekmi v celoti presedel na klopi.